# Martha (película de 2010)
Martha es una película mexicana estrenada el 2010. Dirigida por Marcelino Islas Hernández, protagonizada por Magda Vizcaíno.

## Sinopsis
Durante el día Martha, una mujer de 75 años, archiva documentos en una oficina de seguros, y por las noches ve telenovelas con su vecina de toda la vida, Sonia. La monotonía que marca su vida rutinaria cambia cuando le anuncian que su trabajo lo desempeñará una computadora. Impulsada por las circunstancias y con el apoyo de Eva, la joven encargada de vaciar los archivos en la computadora, Martha decide que acabará con su vida una vez terminada su última semana de trabajo. 

## Elenco
- Magda Vizcaíno - Martha
- Penélope Hernández - Eva
- Leticia Gómez - Sonia

## Premios y reconocimientos

### Premio Ariel(2012)
| Categoría    | Persona        | Resultado |
| ------------ | -------------- | --------- |
| Mejor Actriz | Magda Vizcaíno | Ganadora  |